# Seven Ages of Rock
Seven Ages of Rock is een zevendelige muziekdocumentaire over de geschiedenis van de rockmuziek. De rockumentary werd geproduceerd door de BBC en VH1 en voor het eerst uitgezonden in het voorjaar van 2007. In 2008 zond de NPS de documentaire uit in Nederland. Elke aflevering (zes duren er 60 minuten, de laatste 90) gaat dieper in op één genre van rockmuziek en licht de belangrijkste artiesten van dat genre uit. In de documentaire wisselen archiefmateriaal en interviews elkaar af. Julian Rhind-Tutt sprak de voice-over in.

## Afleveringen
| Afl. | Naam                            | Genre                                     | Artiesten (o.a.)                                                              | Oorspronkelijke uitzenddatum |
| ---- | ------------------------------- | ----------------------------------------- | ----------------------------------------------------------------------------- | ---------------------------- |
| 1    | 'The Birth of Rock'             | Bluesrock (1963–1970)                     | Jimi Hendrix, Cream, The Who, The Rolling Stones                              | 19 mei 2007                  |
| 2    | 'White Light, White Heat'       | Artrock (1966–1980)                       | Pink Floyd, The Velvet Underground, David Bowie, Roxy Music, Genesis          | 26 mei 2007                  |
| 3    | 'Blank Generation               | Punk (1973–1980)                          | Sex Pistols, Ramones, The Clash, Buzzcocks, Patti Smith                       | 2 juni 2007                  |
| 4    | 'Never Say Die'                 | Heavy metal (1970–1991)                   | Black Sabbath, Deep Purple, Judas Priest, Iron Maiden, Mötley Crüe, Metallica | 9 juni 2007                  |
| 5    | 'We Are the Champions'          | Stadionrock (1965–1993)                   | Led Zeppelin, Queen, Kiss, Bruce Springsteen, The Police, Dire Straits, U2    | 16 juni 2007                 |
| 6    | 'Left of the Dial'              | Amerikaanse alternatieve rock (1980–1994) | R.E.M., Black Flag, Nirvana, Pixies                                           | 23 juni 2007                 |
| 7    | 'What the World is Waiting For' | Britse indie (1980–2007)                  | The Smiths, The Stone Roses, Oasis, Suede, Blur, The Libertines               | 30 juni 2007                 |